# Unter-Scharbach
Unter-Scharbach, ehemals Siedlung mit eigener Gemarkung, ist heute Teil des Ortsteils Scharbach der Gemeinde Grasellenbach im südhessischen Landkreis Bergstraße.

## Geographische Lage
Unter-Scharbach liegt im unteren Talabschnitt des gleichnamigen Baches, einem rechten westlichen Seitental des Ulfenbachs  im Odenwald. Das Tal knickt in der Gemarkung zweimal rechtwinkelig ab, wobei im Mittelstück des Tals der Bach nach Süden fließt. Die Ortslage besteht im Kern aus verstreut liegenden großen landwirtschaftlichen Gehöften, zwischen denen einige Wohnbebauung entstanden ist.
Das unterste Talstück wird von bewaldeten Höhen flankiert. Im Norden erhebt sich die Hardt und im Süden zuerst der 430 Meter hohe Vogelherd und dahinter an der Gemarkungsgrenze der 447 Meter hohe Kochert. Im Südwesten, nicht weit von Tromm, liegen die Erhebungen Hubenstrich (446 m) und Im Rod (468 m). Jenseits des Ulfenbachs zählt am Hammelberg noch ein keilförmiges Stück des Südosthangs bis in etwa 475 Meter Höhe zu Unter-Scharbach.

## Geschichte

### Von den Anfängen bis zum 18. Jahrhundert
Unter-Scharbach entstand im Gebiet der ehemaligen Mark Heppenheim die ein Verwaltungsbezirk des Frankenreichs bezeichnete. Am 20. Januar 773 schenkte Karl der Große die Stadt Heppenheim nebst dem zugehörigen Bezirk, der ausgedehnten Mark Heppenheim, dem Reichskloster Lorsch. Von hier wurde die Urbarmachung und Besiedlung des Gebietes betrieben. Der Blütezeit des Klosters Lorsch, in dessen Gebiet Ober-Scharbach lag, folgte im 11. und 12. Jahrhundert sein Niedergang. 1232 wurde Lorsch dem Erzbistum Mainz unterstellt. Nach langen Streitigkeiten konnten sich die Kurpfalz und das Erzbistum Mainz Anfang des 14. Jahrhunderts über das Erbe aus dem Lorscher Abtei einigen und die pfälzer Teile, darunter auch Scharbach, wurden durch die „Amtsvogtei Lindenfels“ verwaltet.
Die früheste bekannte Erwähnung als Scharpach erfolgte 1359, als Pfalzgraf Ruprecht I. den Verkauf von Wahlen (Waldau), Scharbach (Scharpach) und Gras-Ellenbach (Ellenbach) durch Hartmud von Cronberg an Rudolf von Beckingen bewilligt. Im 14. und 15. Jahrhundert haben größtenteils die Schenken von Erbach das Dorf als Kurpfälzisches Lehen, das aber Mitte des 16. Jahrhunderts endgültig an die Kurpfalz zurückfällt.
Da im Jahr 1568 die Namensform Nieder-Scharbach belegt ist, muss dieses spätestens seit dieser Zeit neben Ober-Scharbach als eigenes Dorf existiert haben.
Die früheste bekannte Erwähnung von Unter-Scharbach erfolgte 1568, als die »Geisenmühle auf der Hammelbach in Niederscharpacher Gemarkung jährl. 19½ fl. an Kurpfalz« gibt. Für das gleiche Jahr findet sich auch die Erwähnung von Unter-Scharbach als Teil der Hammelbacher- oder Eicher-Zent, die zur „Amtsvogtei Lindenfels“ gehört.
In den Anfängen der Reformation sympathisierten die pfälzischen Herrscher offen mit dem lutherischen Glauben, aber erst unter Ottheinrich (Kurfürst von 1556 bis 1559) erfolgte der offizielle Übergang zur lutherischen Lehre. Danach wechselten seine Nachfolger und gezwungenermaßen auch die Bevölkerung mehrfach zwischen der lutherischen, reformierten und calvinistischen Religion. Unter-Scharbach wurde Filialdorf der reformierten Pfarrei Waldmichelbach.
Weitere Belege über Unter-Scharbach ergaben für das Jahr 1613, dass der Ort acht Huben, 11 Hausgesesse und an Leibeigenen sieben Männer und sechs Frauen hatte.
Am Ende des Dreißigjährigen Kriegs (1648) dürfte der Ort wie viele Gebiete der Kurpfalz fast menschenleer gewesen sein.
Nach dem verheerenden Krieg betrieb die Kurpfalz auf ihrem Gebiet eine durch religiöse Toleranz geprägte Wiederansiedlungspolitik. Doch die in der unruhigen Folgezeit ausbrechenden Kriege wie der Pfälzische Erbfolgekrieg (1688–1697) und der Spanische Erbfolgekrieg (1701–1714) machte viele der Bemühungen wieder zunichte und Zehntausende Pfälzer emigrierten u. a. nach Nordamerika und Preußen.
Auch in religiöser Hinsicht war die Zeit nach dem Dreißigjährigen Krieg von großer Unruhe geprägt. 1685 starb die reformierte Linie Pfalz-Simmern aus und die katholischen Vettern der Linie Pfalz-Neuburg traten mit Kurfürst Philipp Wilhelm die Regierung in der Kurpfalz an. Dieser ordnete die Gleichstellung des katholischen Glaubens, in der mehrheitlich evangelischen bevölkerten Pfalz, an. Schon während des Pfälzischen Erbfolgekriegs hatte Frankreich versucht, in den eroberten Gebieten die Gegenreformation voranzutreiben, und etliche katholische Pfarreien gegründet. Der Krieg endete 1697 mit dem Frieden von Rijswijk, der die Stellung des zu diesem Zeitpunkt regierenden katholischen Kurfürsten Johann Wilhelm stärkte. Dies führte am 26. Oktober 1698 zum Erlass des Simultaneum. Danach waren die Katholiken berechtigt alle reformierten Einrichtungen wie Kirchen, Schulen und Friedhöfe mitzunutzen, während dies umgekehrt nicht erlaubt wurde. Weiterhin wurde die bis dahin selbständige reformierte Kirchenverwaltung dem Landesherren unterstellt. Erst auf Betreiben Preußens kam es 1705 zur sogenannten Pfälzische Kirchenteilung in der das Simultanum rückgängig gemacht wurde und die Kirchen im Land wurden mitsamt Pfarrhäusern und Schulen zwischen den Reformierten und den Katholiken im Verhältnis fünf zu zwei aufgeteilt. Sonderregelungen gab es für die drei Hauptstädte Heidelberg, Mannheim und Frankenthal sowie die Oberamtsstädte Alzey, Kaiserslautern, Oppenheim, Bacharach und Weinheim. In den Städten mit zwei Kirchen sollte die eine den Protestanten und die andere den Katholiken zufallen; in den anderen, wo nur eine Kirche bestand, der Chor vom Langhaus durch eine Mauer geschieden, und jener den Katholiken, dieses den Protestanten eingeräumt werden. Den Lutheranern wurden nur jene Kirchen zugestanden, die sie im Jahr 1624 besaßen oder danach gebaut hatten.
Nach dem Verzeichnisse von 1784 befanden sich damals 17 Familien mit 97 Seelen im Dorf. Die Gemarkung bestand aus 425 Morgen Äckern, 80 Morgen Wiesen, 110 Morgen Gemeindewald und 20 Morgen gehörten zu den Huben.
Es gab einen Kurfürstlichen Förster, der sowohl über diese, als auch über alle anderen Waldungen der Zent Wald-Michelbach und der Zent Hammelbach die Aufsicht hatte.  Am Zehnten bezogen die Kurpfälzische Hofkammer zwei, und die Kurmainzische wegen des Klosters Lorsch ein Drittel.
Bis 1737 unterstand das „Amtsvogtei Lindenfels“ dem Oberamt Heidelberg, danach wurde diese ein selbständiges Oberamt.
Die Gerichtsbarkeit und die hoheitliche Verwaltung über Unter-Scharbach lag bei der Zent Hammelbach (auch Eicher, Affolderbacher oder Wahlheimer Zent genannt) des Oberamts Lindenfels der „Pfalzgrafschaft bei Rhein“ (im „Kurfürstentum Pfalzbayern“ ab 1777).
Im Versuch einer vollständigen Geographisch-Historischen Beschreibung der Kurfürstl. Pfalz am Rheine findet sich 1786 über Unter-Scharbach:

„Unter-Scharbach. Auch ein geringes Dorflein anderthalb Stunden von Lindenfels und nur eine Viertelstunde von vorgedachtem Ober-Scharbach südwärts gelegen, hat mit demselben einerlei Nachbaren und Beschaffenheit.
Neben dem Orte flieset das vorgemeldele Bächlein, und auf der andern Seite das im Kurmainzischen entspringende Kreuzbächlein vorbei; durch den
Ort aber die von der Hammelbacher Gränze kommende Mühlbach, welche eine Mühle treibet, und sich mit jenen vereiniget. Auch gehet hiedurch eine Landstraße von Lindenfels nach Wald-Michelbach. Die Anzahl der Familien belief sich im J. 1784 auf 17, welche 97 Seelen ausmachten. Die Gemarkung enthält 425 M. Aecker, 80 M. Wiesen, 110 M. Gemeinde und 20 M. Hubenwaldung. Der Zehnten zu Ober- und Unter-Scharbach ist zwischen Kurpfalz und  Kurmainz, wie zu Hammelbach, getheilet.“

### Vom 19. Jahrhundert bis heute
Das ausgehende 18. und beginnende 19. Jahrhundert brachte Europa weitreichende Änderungen. Als Folge der Napoleonischen Kriege wurde bereits 1797 das „Linke Rheinufer“ und damit der linksrheinische Teil der Kurpfalz durch Frankreich annektiert. In seiner letzten Sitzung verabschiedete im Februar 1803 der Immerwährende Reichstag in Regensburg den Reichsdeputationshauptschluss, der die Bestimmungen des Friedens von Luneville umsetzte, und die territorialen Verhältnisse im Heiligen Römischen Reich (Deutscher Nation) neu regelte. Dabei erhielt die Landgrafschaft Hessen-Darmstadt, als Ausgleich für verlorene rechtsrheinische Gebiete, unter anderem Teile der aufgelösten Fürstentümer Kurmainz, Kurpfalz und des Worms zugesprochen. Auch das Oberamt Lindenfels und mit ihm Unter-Scharbach kam an Hessen-Darmstadt. Dort wurde das Oberamt vorläufig als hessische Amtsvogtei weitergeführt.
Unter Druck Napoléons gründete sich 1806 der Rheinbund, dies geschah mit dem gleichzeitigen Reichsaustritt der Mitgliedsterritorien.
Dies führte am 6. August 1806 zur Niederlegung der Reichskrone, womit das alte Reich aufhörte zu bestehen.
Am 14. August 1806 erhob Napoleon die Landgrafschaft Hessen-Darmstadt, gegen den Beitritt zum Rheinbund und Stellung hoher Militärkontingente an Frankreich, zum Großherzogtum, andernfalls drohte er mit Invasion.
1812 wurde der Amtsbereich des „Amts Lindenfels“ aufgeteilt und Unter-Scharbach wurde ehemals mainzischen Amt Fürth zugewiesen.
Die Übergeordnete Verwaltungsbehörde war der „Regierungsbezirk Darmstadt“ der ab 1803 auch als „Fürstentum Starkenburg“ bezeichnet wurde.
Nach der endgültigen Niederlage Napoléons regelte der Wiener Kongress 1814/15 auch die territorialen Verhältnisse für Hessen, daraufhin wurden 1816 im Großherzogtum Provinzen gebildet. Dabei wurde das vorher als „Fürstentum Starkenburg“ bezeichnete Gebiet, das aus den südlich des Mains gelegenen alten Hessischen und den ab 1803 hinzugekommenen rechtsrheinischen Territorien bestand, in „Provinz Starkenburg“ umbenannt.
Im Jahr 1814 wurde die Leibeigenschaft im Großherzogtum aufgehoben und es erhielt mit der am 17. Dezember 1820 eingeführten Verfassung des Großherzogtums Hessen eine konstitutionelle Monarchie, in der der Großherzog aber noch große Machtbefugnisse hatte. Die noch bestehenden standesherrlichen Rechte wie Niedere Gerichtsbarkeit, Zehnten, Grundzinsen und andere Gefälle blieben aber noch bis 1848 bestehen.
1821 wurden im Rahmen einer umfassenden Verwaltungsreform die Amtsvogteien in den Provinzen Starkenburg und Oberhessen des Großherzogtum aufgelöst und Landratsbezirke eingeführt, wobei Unter-Scharbach zum Landratsbezirk Lindenfels kam. Im Rahmen dieser Reform wurden auch Landgerichte geschaffen, die jetzt unabhängig von der Verwaltung waren. Die Landgerichtsbezirke entsprachen in ihrem Umfang den Landratsbezirken und für den Landratsbezirk Lindenfels war das Landgericht Fürth als Gericht erster Instanz zuständig.
Diese Reform ordnete auch die Administrative Verwaltung auf Gemeindeebene. So war die Bürgermeisterei in Affolterbach für Kocherbach, Unterscharbach und Wahlen zuständig.
Entsprechend der Gemeindeverordnung vom 30. Juni 1821 gab es keine Einsetzungen von Schultheißen mehr, sondern einen gewählten Ortsvorstand, der sich aus Bürgermeister, Beigeordneten und Gemeinderat zusammensetzte.
Die Statistisch-topographisch-historische Beschreibung des Großherzogthums Hessen berichtet 1829 über Unter-Scharbach:

„Unterscharbach (L. Bez. Lindenfels) reform. und kath. Filialdorf; liegt 2 1⁄2 St. von Lindenfels und 1⁄4 St. von Oberscharbach, hat 32 Häuser und 204 Einw. die außer 81 Kath. reformirt sind. – An diesem Orte hatten die Kreiße von Lindenfels und die Schenken von Erbach Antheil; jener kam 1432 durch Kauf und dieser 1509 durch Tausch an Churpfalz. Unterscharbach ist 1802 an Hessen gekommen.“

1832 wurden die Verwaltungseinheiten weiter vergrößert und es wurden Kreise geschaffen. Nach der am 20. August 1832 bekanntgegebenen Neugliederung sollte es in Süd-Starkenburg künftig nur noch die Kreise Bensheim und Lindenfels geben; der Landratsbezirk von Heppenheim sollte in den Kreis Bensheim fallen. Noch vor dem Inkrafttreten der Verordnung zum 15. Oktober 1832 wurde diese aber dahingehend revidiert, dass statt des Kreises Lindenfels neben dem Kreis Bensheim der Kreis Heppenheim als zweiter Kreis gebildet wurde, zu dem jetzt Unter-Scharbach gehörte.
1842 wurde das Steuersystem im Großherzogtum reformiert und der Zehnte und die Grundrenten (Einnahmen aus Grundbesitz) wurden durch ein Steuersystem ersetzt, wie es in den Grundzügen heute noch existiert.
Im Neuestes und gründlichstes alphabetisches Lexicon der sämmtlichen Ortschaften der deutschen Bundesstaaten von 1845 heißt es:

„Unter-Scharbach b. Lindenfels. – Reformirtes und katholisches Filialdorf von Waldmichelbach. – 32 H. 204 E. (incl. 8l Katholiken). – Großherzogthum Hessen. – Prov. Starkenburg. – Kreis Heppenheim. – Landger. Fürth. – Hofgericht Darmstadt. – Das Dorf Unter-Scharbach ist im Jahre 1802 von Churpfalz an Hessen übergegangen.“

Infolge der Märzrevolution 1848 wurden mit dem „Gesetz über die Verhältnisse der Standesherren und adeligen Gerichtsherren“ vom 15. April 1848 die standesherrlichen Sonderrechte endgültig aufgehoben.
Darüber hinaus wurden in den Provinzen, die Kreise und die Landratsbezirke des Großherzogtums am 31. Juli 1848 abgeschafft und durch „Regierungsbezirke“ ersetzt, wobei die bisherigen Kreise Bensheim und Heppenheim zum Regierungsbezirk Heppenheim vereinigt wurden. Bereits vier Jahre später, im Laufe der Reaktionsära, kehrte man aber zur Einteilung in Kreise zurück und Unter-Scharbach wurde Teil des neu geschaffenen Kreises Lindenfels.
Die im Dezember 1852 aufgenommenen Bevölkerungs- und Katasterlisten ergaben für Unterscharbach: Reformatorisches und katholisches Filialdorf mit 278 Einwohnern. Dazu gehört eine Mühle. Die Gemarkung besteht aus 993 Morgen, davon 331 Morgen Ackerland, 141 Morgen Wiesen und 479 Morgen Wald.
In den Statistiken des Großherzogtums Hessen werden, bezogen auf Dezember 1867, für das Filialdorf Unter-Scharbach mit eigener Bürgermeisterei, 33 Häuser, 186 Einwohnern, der Kreis Lindenfels, das Landgericht Wald-Michelbach, die evangelische reformierte Pfarrei Wald-Michelbach des Dekanats Lindenfels und die katholische Pfarrei Wald-Michelbach des Dekanats Heppenheim, angegeben. Die Bürgermeistereien in Unter-Scharbach war außerdem für Ober-Scharbach (30 Häuser, 195 Einw.) zuständig.
1870 provoziert der preußische Ministerpräsident Otto von Bismarck durch die sogenannte Emser Depesche den Deutsch-Französischen Krieg, in dem das Großherzogtum Hessen als Mitglied des Norddeutschen Bundes an der Seite Preußens teilnahm. Noch vor dessen offiziellen Ende am 10. Mai 1871 traten die süddeutschen Staaten dem Norddeutschen Bund bei und am 1. Januar 1871 trat dessen neu Verfassung in Kraft, mit der er sich nun Deutsches Reich nannte.
Auf deutscher Seite forderte dieser Krieg ca. 41.000 Tote. Mit dem Reichsmünzgesetz gab es Deutschland nur noch eine Währung, die Mark mit 100 Pfennigen als Untereinheit.
Nachdem das Großherzogtum Hessen ab 1871 Teil des Deutschen Reiches war, wurden 1874 eine Reihe von Verwaltungsreformen beschlossen. So wurden die landesständige Geschäftsordnung sowie die Verwaltung der Kreise und Provinzen durch Kreis- und Provinzialtage geregelt. Die Neuregelung trat am 12. Juli 1874 in Kraft und verfügte auch die Auflösung der Kreise Lindenfels und Wimpfen und die Wiedereingliederung Unter-Scharbach in den Kreis Heppenheim.
Die hessischen Provinzen Starkenburg, Rheinhessen und Oberhessen wurden 1937 nach der 1936 erfolgten Auflösung der Provinzial- und Kreistage aufgehoben. Zum 1. November 1938 trat dann eine umfassende Gebietsreform auf Kreisebene in Kraft. In der ehemaligen Provinz Starkenburg war der Kreis Bensheim besonders betroffen, da er aufgelöst und zum größten Teil dem Kreis Heppenheim zugeschlagen wurde. Der Kreis Heppenheim übernahm auch die Rechtsnachfolge des Kreises Bensheim und erhielt den neuen Namen Landkreis Bergstraße.
Das Großherzogtum Hessen war von 1815 bis 1866 ein Mitgliedsstaat des Deutschen Bundes und danach ein Bundesstaat des Deutschen Reiches. Es bestand bis 1919, nach dem Ersten Weltkrieg wurde das Großherzogtum zum republikanisch verfassten Volksstaat Hessen. 1945 nach Ende des Zweiten Weltkriegs befand sich das Gebiet des heutigen Hessen in der amerikanischen Besatzungszone und durch Weisung der Militärregierung entstand Groß-Hessen, aus dem das Bundesland Hessen in seinen heutigen Grenzen hervorging.
Die Gemeinde Unter-Scharbach schloss sich am 1. Juli 1953 mit der Gemeinde Ober-Scharbach zur Gemeinde Scharbach zusammen. Im Rahmen der Gebietsreform in Hessen wurde Scharbach am 1. August 1972 in die Gemeinde Grasellenbach eingegliedert. Wenn auch Scharbach im Ganzen als Ortsteil der neuen Gemeinde gilt, so blieb die Gemarkung Unter-Scharbach bis heute erhalten.  Ortsbezirke nach der Hessischen Gemeindeordnung wurden nicht errichtet.

### Gerichtszugehörigkeit in Hessen
In der Landgrafschaft Hessen-Darmstadt wurde mit Ausführungsverordnung vom 9. Dezember 1803 das Gerichtswesen neu organisiert. Für das Fürstentum Starkenburg wurde das Hofgericht Darmstadt als Gericht der zweiten Instanz eingerichtet. Die Rechtsprechung der ersten Instanz wurde weiter durch Ämter, Standesherren und Patrimonialgerichte wahrgenommen. Für Unter-Scharbach war das Amt Fürth zuständig, ab 1813 dann das neu gebildete Justizamt in Fürth. Das Hofgericht war für normale bürgerliche Streitsachen Gericht der zweiten Instanz, für standesherrliche Familienrechtssachen und Kriminalfälle die erste Instanz. Übergeordnet war das Oberappellationsgericht Darmstadt.
Mit Einrichtung der Landgerichte im Großherzogtum Hessen war ab 1821 das Landgericht Fürth als Gericht erster Instanz für Unter-Scharbach zuständig. 1853 wurde aus dessen Gerichtsbezirk ein neuer Landgerichtsbezirk ausgegliedert, das Landgericht Waldmichelbach, zu dem nun auch Unter-Scharbach gehörte.
Anlässlich der Einführung des Gerichtsverfassungsgesetzes mit Wirkung vom 1. Oktober 1879, infolge derer die bisherigen großherzoglich hessischen Landgerichte durch Amtsgerichte an gleicher Stelle ersetzt wurden, während die neu geschaffenen Landgerichte nun als Obergerichte fungierten, wurde nun das Amtsgericht Wald-Michelbach im Bezirk des Landgerichts Darmstadt zuständig.
1943 wurde der Amtsgerichtsbezirk Wald-Michelbach kriegsbedingt vorübergehend aufgelöst, dem Amtsgericht Fürth zugeordnet und dort als Zweigstelle geführt, was nach dem Krieg wieder rückgängig gemacht wurde. Zum 1. Juli 1968 wurde dann das Amtsgericht Wald-Michelbach aufgelöst, womit Unter-Scharbach wieder und endgültig in die Zuständigkeit des Amtsgerichts Fürth kam.

### Verwaltungsgeschichte im Überblick
Die folgende Liste zeigt die Staaten und Verwaltungseinheiten, denen Unter-Scharbach angehört(e):
- vor 1737: Heiliges Römisches Reich, Pfalzgrafschaft bei Rhein, Oberamt Heidelberg, Amt Lindenfels, Zent Hammelbach
- ab 1737: Heiliges Römisches Reich, Pfalzgrafschaft bei Rhein, Oberamt Lindenfels, Zent Hammelbach
- ab 1777: Heiliges Römisches Reich, Kurfürstentum Pfalzbayern, Pfalzgrafschaft bei Rhein, Oberamt Lindenfels, Zent Hammelbach
- ab 1803: Heiliges Römisches Reich, Landgrafschaft Hessen-Darmstadt,[Anm. 2] Fürstentum Starkenburg, Amt Lindenfels
- ab 1806: Großherzogtum Hessen,[Anm. 3] Fürstentum Starkenburg, Amt Lindenfels[24]
- ab 1812: Großherzogtum Hessen, Fürstentum Starkenburg, Amt Fürth
- ab 1815: Großherzogtum Hessen,[Anm. 4] Provinz Starkenburg, Amt Fürth
- ab 1821: Großherzogtum Hessen, Provinz Starkenburg, Landratsbezirk Lindenfels[Anm. 5]
- ab 1832: Großherzogtum Hessen, Provinz Starkenburg, Kreis Heppenheim
- ab 1848: Großherzogtum Hessen, Regierungsbezirk Heppenheim
- ab 1852: Großherzogtum Hessen, Provinz Starkenburg, Kreis Lindenfels
- ab 1871: Deutsches Reich,[Anm. 6] Großherzogtum Hessen, Provinz Starkenburg, Kreis Lindenfels
- ab 1874: Deutsches Reich, Großherzogtum Hessen, Provinz Starkenburg, Kreis Heppenheim
- ab 1918: Deutsches Reich, Volksstaat Hessen,[Anm. 7] Provinz Starkenburg, Kreis Heppenheim
- ab 1938: Deutsches Reich, Volksstaat Hessen, Landkreis Bergstraße[25][Anm. 8]
- ab 1945: Amerikanische Besatzungszone,[Anm. 9] Groß-Hessen, Regierungsbezirk Darmstadt, Landkreis Bergstraße
- ab 1946: Amerikanische Besatzungszone, Land Hessen, Regierungsbezirk Darmstadt, Landkreis Bergstraße
- ab 1949: Bundesrepublik Deutschland, Land Hessen, Regierungsbezirk Darmstadt, Landkreis Bergstraße
- ab 1953: Bundesrepublik Deutschland, Land Hessen, Regierungsbezirk Darmstadt, Landkreis Bergstraße, Gemeinde Scharbach[Anm. 10]
- ab 1972: Bundesrepublik Deutschland, Land Hessen, Regierungsbezirk Darmstadt, Landkreis Bergstraße, Gemeinde Grasellenbach[Anm. 11]

### Einwohnerentwicklung
| • 1613: | 011 Hausgesesse; Leibeigene: 7 Männer und 6 Frauen |
| • 1784: | 097 Seelen, 17 Familien                            |
| • 1806: | 156 Einwohner                                      |
| • 1829: | 204 Einwohner, 32 Häuser                           |
| • 1867: | 301 Einwohner, 34 Häuser                           |

| Unter-Scharbach: Einwohnerzahlen von 1784 bis 1950 | Unter-Scharbach: Einwohnerzahlen von 1784 bis 1950 | Unter-Scharbach: Einwohnerzahlen von 1784 bis 1950 | Unter-Scharbach: Einwohnerzahlen von 1784 bis 1950 | Unter-Scharbach: Einwohnerzahlen von 1784 bis 1950 |
| --- | -------------------------------------------------- | -------------------------------------------------- | -------------------------------------------------- | -------------------------------------------------- |
| Jahr |                                                    |                                                    |                                                    | Einwohner                                          |
| 1784 | 1784                                               |                                                    | 97                                                 | 97                                                 |
| 1806 | 1806                                               |                                                    | 156                                                | 156                                                |
| 1829 | 1829                                               |                                                    | 204                                                | 204                                                |
| 1834 | 1834                                               |                                                    | 232                                                | 232                                                |
| 1840 | 1840                                               |                                                    | 267                                                | 267                                                |
| 1846 | 1846                                               |                                                    | 275                                                | 275                                                |
| 1852 | 1852                                               |                                                    | 278                                                | 278                                                |
| 1858 | 1858                                               |                                                    | 316                                                | 316                                                |
| 1864 | 1864                                               |                                                    | 264                                                | 264                                                |
| 1871 | 1871                                               |                                                    | 290                                                | 290                                                |
| 1875 | 1875                                               |                                                    | 298                                                | 298                                                |
| 1885 | 1885                                               |                                                    | 273                                                | 273                                                |
| 1895 | 1895                                               |                                                    | 220                                                | 220                                                |
| 1905 | 1905                                               |                                                    | 194                                                | 194                                                |
| 1910 | 1910                                               |                                                    | 192                                                | 192                                                |
| 1925 | 1925                                               |                                                    | 214                                                | 214                                                |
| 1939 | 1939                                               |                                                    | 188                                                | 188                                                |
| 1946 | 1946                                               |                                                    | 290                                                | 290                                                |
| 1950 | 1950                                               |                                                    | 272                                                | 272                                                |
| Datenquelle: Historisches Gemeindeverzeichnis für Hessen: Die Bevölkerung der Gemeinden 1834 bis 1967. Wiesbaden: Hessisches Statistisches Landesamt, 1968. Weitere Quellen: |                                                    |                                                    |                                                    |                                                    |

## Verkehr
Für den Straßenverkehr ist Unter-Scharbach durch die Kreisstraße K 27 erschlossen, die bei Wahlen von der Landesstraße L 3346 abzweigt, als Trommstraße ganz Unter-Scharbach durchzieht und als K 27 a durch Ober-Scharbach bis zum Ortsteil Tromm weiterführt, um dort zu enden. Von Unter-Scharbach aus führt eine Gemeindeverbindungsstraße nach Norden zu dem wenige Hundert Meter entfernten Ortsteil Litzelbach.